# Bonàs
Bonàs (en francès Bonas) és un municipi francès situat al departament del Gers i a la regió d'Occitània.

## Geografia

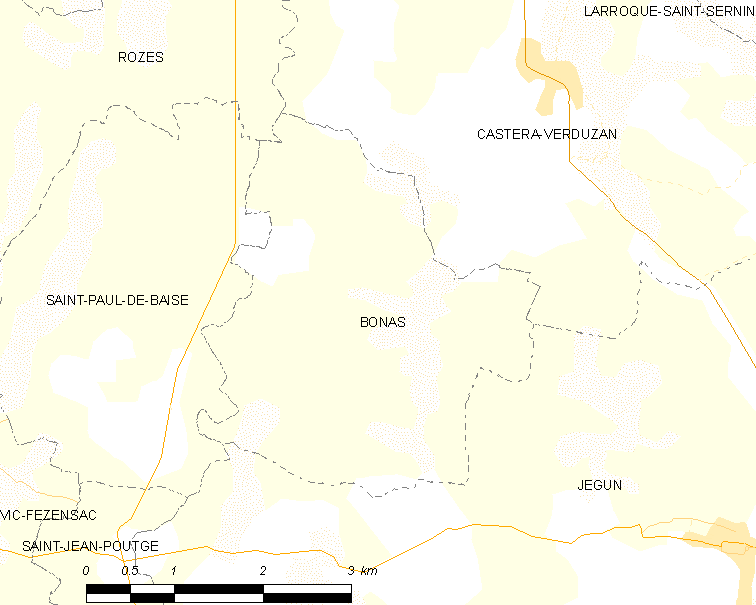
Mapa de la comuna de Bonàs

## Administració
| Període   | Identitat          | Partit |
| --------- | ------------------ | ------ |
| 2001-2008 | Paul Seris         | PCF    |
| 2008-     | Joël-Louis Quesnel |        |

## Demografia
| 1962                                       | 1968 | 1975 | 1982 | 1990 | 1999 | 2006 |
| ------------------------------------------ | ---- | ---- | ---- | ---- | ---- | ---- |
| 184                                        | 159  | 143  | 133  | 135  | 122  | 133  |
| Des de 1962: població sense dobles comptes |      |      |      |      |      |      |